# Il cittadino si ribella
Il cittadino si ribella är en italiensk poliziottescofilm från 1974 i regi av Enzo G. Castellari.

## Rollista i urval
- Franco Nero - Carlo Antonelli
- Giancarlo Prete - Tommy
- Barbara Bach - Barbara
- Renzo Palmer - poliskommissarien
- Renata Zamengo - signora Cavallo
- Franco Borelli - Borelli
- Luigi Antonio Guerra - Gianni Rubei
- Romano Puppo - rånaren